# Água Limpa
Água Limpa este un oraș în Goiás (GO), Brazilia. 